# Moesjavan
Moesjavan (ook Sjarboelach, Sjorboelach, Sjorboelag, Tsornatap, en Moesjakan) is een dorp in de regio Jerevan in Armenië.